# بدر البوسعیدی
بدر بن حمد البوسعیدی (عربی: بدر البوسعیدی؛ زاده ۳۰ مه ۱۹۶۰) سیاستمدار عمانی است که از سال ۲۰۲۰ به عنوان وزیر امور خارجه عمان فعالیت می‌کند. او نماینده عمان در جلسات منطقه‌ای و بین‌المللی، از جمله سازمان ملل متحد، بوده است.

## زندگی شخصی

### اوایل زندگی
البوسعیدی در ۳۰ مه ۱۹۶۰ در مسقط متولد شد. او پسر دوم سید حمد بن حمود آل بوسعیدی است که در زمان سلطان سعید بن تیمور و سلطان قابوس بن سعید خدمت می‌کرد.
در دهه ۱۹۶۰، پدرش منشی خصوصی سلطان سعید بن تیمور بود که منحصراً در صلاله زندگی می‌کرد و در این مدت سید حمد به همراه خانواده‌اش در مجتمع‌های کاخ صلاله زندگی می‌کردند.
سلطان قابوس در سال ۱۹۷۰ جانشین پدرش شد و مسقط را به عنوان محل اقامت خود برگزید. سید حمد خانواده را به مسقط منتقل کرد تا به سلطان جدید در توسعه یک دولت مدرن کمک کند. او تا سال ۱۹۸۶ سمت وزیر امور دیوان (دربار) را بر عهده داشت و روابط بین سلطان و شهروندان را مدیریت می‌کرد. از سال ۱۹۸۶ تا زمان مرگش در سال ۲۰۰۲، سید حمد مشاور شخصی سلطان قابوس بود.

### تحصیلات
البوسعیدی تحصیلات اولیه خود را در مدارس سعیدیه بین مسقط و صلاله گذراند. او در سال ۱۹۷۷ برای ادامه تحصیل به بریتانیا رفت و ماه‌های اول تحصیل خود را در ولز با یک معلم خصوصی گذراند. او در بهار ۱۹۷۸ به لندن نقل مکان کرد و به مدت سه سال با تیمی از معلمان خصوصی کار کرد. این تجربه به سید بدر این امکان را داد که در امتحانات دبیرستان بریتانیا نمرات لازم را کسب کند و در دانشگاه آکسفورد پذیرفته شود، جایی که در سال ۱۹۸۶ مدرک کارشناسی ارشد علوم سیاسی، فلسفه و اقتصاد (PPE) را دریافت کرد.

## وزارت امور خارجه

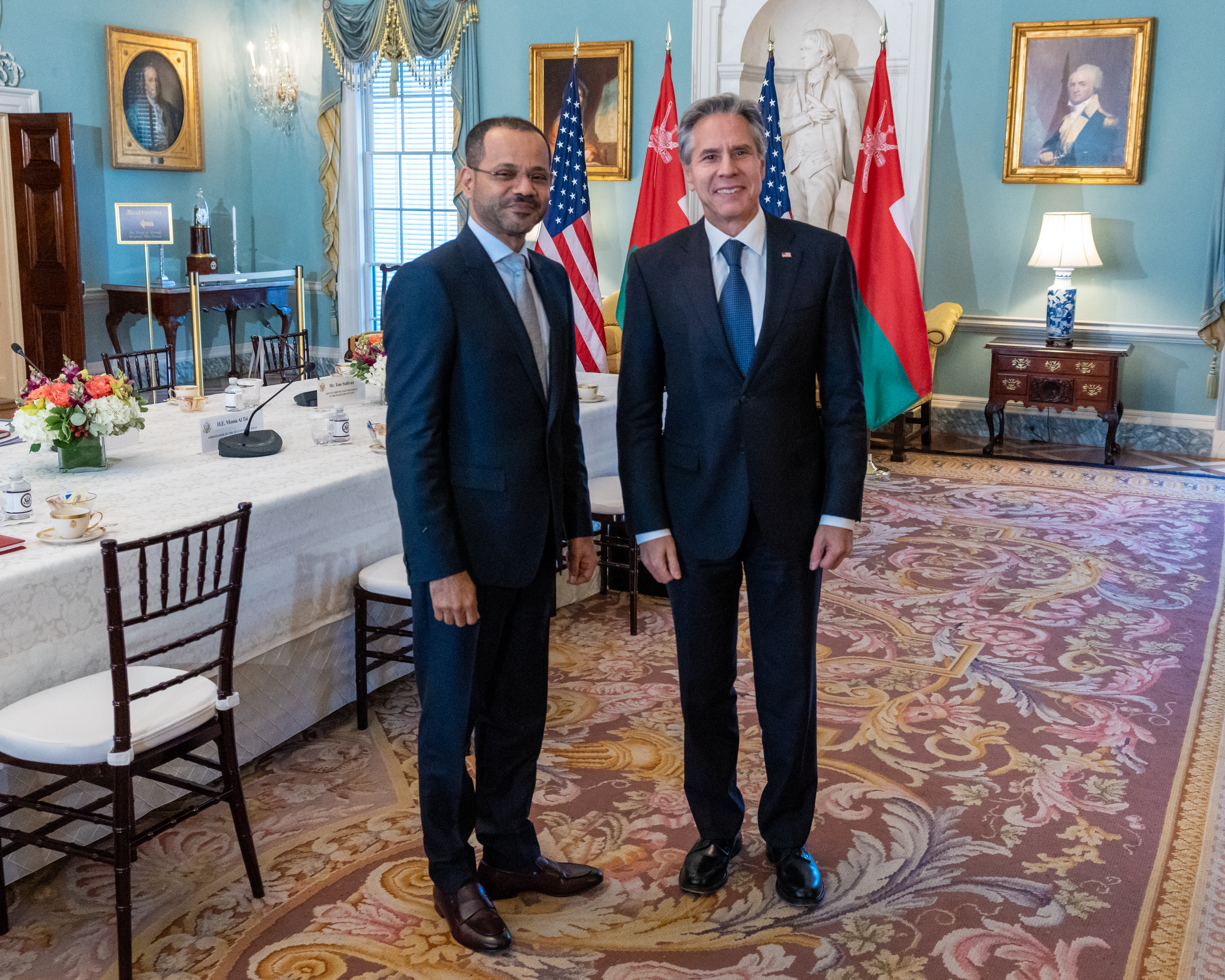
سید بدر البوسعیدی در کنار آنتونی بلینکن، وزیر امور خارجه ایالات متحده، در سال ۲۰۲۲

پس از بازگشت البوسعیدی به مسقط در سال ۱۹۸۸، او به عنوان دیپلمات به وزارت امور خارجه پیوست. در سال ۱۹۸۹ او به عنوان دبیر اول منصوب شد و دفتر تحلیل سیاسی را برای ارائه ارزیابی‌های سیستماتیک و تحلیل سیاست‌ها از مسائل کلیدی بین‌المللی و منطقه‌ای تأسیس کرد. در سال ۱۹۹۰ به مقام مشاور و در سال ۱۹۹۶ به مقام سفیر ارتقا یافت. در سال ۱۹۹۷ بدر به عنوان رئیس اداره دفتر وزیر منصوب شد. در سال ۲۰۰۰ به سمت معاون وزیر ارتقا یافت و سپس در سال ۲۰۰۷ دبیرکل وزارت امور خارجه شد. بدر در ۱۸ اوت ۲۰۲۰ به عنوان وزیر امور خارجه منصوب شد.
او مذاکرات اولیه با ایالات متحده در مورد مسائل مربوط به قانون کار را رهبری کرد که در سال ۱۹۹۳ آغاز شد و متعاقباً منجر به عضویت عمان در سازمان تجارت جهانی در سال ۲۰۰۰ و توافق‌نامه تجارت آزاد عمان با ایالات متحده در سال ۲۰۰۶ شد.
او همچنین ریاست طرف عمانی را در بسیاری از جلسات دوجانبه و چندجانبه منطقه‌ای و بین‌المللی بر عهده داشته است.
البوسعیدی در عمان و سطح بین‌المللی در مورد موضوعاتی مانند گفتگوی فرهنگی، نوسازی و توسعه و نگارش تاریخ عمان سخنرانی کرده است. او علاقه شخصی زیادی به توسعه جوانان، حقوق بشر و پیشرفت زنان در زندگی عمومی دارد و دیپلماسی فرهنگی، مدارا و درک متقابل را ترویج می‌دهد.

## وابستگی نهادی
- نماینده MEDRC در عمان و رئیس شورای اجرایی (۱۹۹۶ – تاکنون)